# 梅守德
梅守德（1510年—1577年），字純甫，號宛溪，世稱宛溪先生，南直隸寧國府宣城縣人，明朝政治人物、學者。

## 生平
嘉靖十六年（1537年）丁酉科應天府鄉試第三十九名。嘉靖二十年（1541年）辛丑科會試第二百四十三名，進士第三甲第一百零八名。次年授官浙江台州府推官，陞戶部四川司主事，督徐州倉儲，二十七年（1548年）三月改授吏科給事中，二十八年（1549年）九月升戶科右給事中，充副使，册封遼府光宅王。因忤嚴嵩出任紹興府知府。三十三年春陞山東副使、提督曹濮道兵備，次年改本省提學副使，逾年累遷雲南左參政，任四月，捧表入賀，遂上疏乞休。歸建書院講學，精研理學。萬曆五年卒，年六十八。

## 家族
曾祖梅珍；祖父梅楷；父梅繼先。母劉氏。慈侍下。兄梅守仁，監生。有子梅元祚、梅光祚、梅鼎祚、梅耆祚。